# Sea Cliff
Sea Cliff és una població dels Estats Units a l'estat de Nova York. Segons el cens del 2000 tenia 5.066 habitants.

## Demografia
Segons el cens del 2000, Sea Cliff tenia 5.066 habitants, 2.013 habitatges, i 1.356 famílies. La densitat de població era de 1.794,5 habitants per km².
Dels 2.013 habitatges en un 31% hi vivien nens de menys de 18 anys, en un 56,1% hi vivien parelles casades, en un 8,4% dones solteres, i en un 32,6% no eren unitats familiars. En el 26,6% dels habitatges hi vivien persones soles el 9,4% de les quals corresponia a persones de 65 anys o més que vivien soles. El nombre mitjà de persones vivint en cada habitatge era de 2,5 i el nombre mitjà de persones que vivien en cada família era de 3,06.
Per edats la població es repartia de la següent manera: un 24,1% tenia menys de 18 anys, un 4,6% entre 18 i 24, un 27,9% entre 25 i 44, un 27,8% de 45 a 60 i un 15,5% 65 anys o més.
L'edat mediana era de 42 anys. Per cada 100 dones de 18 o més anys hi havia 91 homes.
La renda mediana per habitatge era de 78.501 $ i la renda mediana per família de 100.576 $. Els homes tenien una renda mediana de 65.469 $ mentre que les dones 41.146 $. La renda per capita de la població era de 41.707 $. Entorn del 2,1% de les famílies i el 2,8% de la població estaven per davall del llindar de pobresa.